# Belait (fleuve)
Pour les articles homonymes, voir Brunei et Malaisie.
Le Belait (en malais :  Sungai Belait) est un fleuve de l'île de Bornéo, situé dans l'extrême Ouest du sultanat de Brunei, dont c'est le plus long cours d'eau avec ses 206 km.
Coulant du Sud vers le Nord, en longeant la zone frontalière avec la Malaisie, il termine son parcours en se jetant dans la mer de Chine méridionale au niveau de la ville de Kuala Belait.